# Lagoa Grande (Minas Gerais)
Pour les articles homonymes, voir Lagoa Grande.
Lagoa Grande est une municipalité brésilienne de l'État du Minas Gerais et la microrégion de Paracatu.